# Ялано-Катайский район
Ялано-Катайский район — административная единица Уральской (1930—1934) и Челябинской (1934—1940) областей РСФСР СССР, существовавшая в 1930—1940 годах.
Административный центр — село Сафакулево. В настоящее время территория Ялано-Катайского района разделена между Альменевским и Сафакулевским районами Курганской области.

## География
Ялано-Катайский район граничил:
- на западе — с Еткульским районом Челябинского округа Уральской области РСФСР
- на северо-западе — с Миасским районом Челябинского округа Уральской области РСФСР
- на севере — с Щучанским и Шумихинским районами Челябинского округа Уральской области РСФСР
- на северо-востоке — с Мишкинским районом Челябинского округа Уральской области РСФСР
- на востоке — с Куртамышским районом Курганского округа Уральской области РСФСР
- на юге — с Усть-Уйским и Чудиновским районами Челябинского округа Уральской области РСФСР

## История
Вскоре после районирования, то есть разделения Яланского кантона на Яланский (административный центр с. Сафакулево) и Катайский (административный центр с. Альменево) районы, часть населения стала высказывать неудовлетворенность его последствиями, проявлять несогласие с тем, что их просьба удовлетворена не полностью, на месте одного кантона возникло два района. Тем самым нарушены сложившиеся и ставшие традиционными хозяйственные, экономические, национальные и другие связи с бывшими пятью волостями. И это беспокоило людей. На собраниях вносились предложения вернуться к положению, когда существовала более привычная в хозяйственном и однородная в национальном отношении территориальная единица. В ход пошли ходатайства в вышестоящие органы.
20 апреля 1930 года ВЦИК принял постановление — ликвидировать Яланский и Катайский районы, образовать на их территории один объединённый Ялано-Катайский район с центром с. Сафакулево. Район находился в составе Челябинского округа Уральской области РСФСР.
В состав района вошли: из бывшего Катайского района: Альменевский, Бухаровский, Вишняковский, Иванковский, Искандаровский, Казенский, Кулсаринский, Танрыкуловский, Тузовский и Шариповский сельсоветы; из бывшего Яланского района: Абдульменевский, Аджитаровкий, Азналинский (за исключением выс. Боровое и хут. Преображенского, относимых в Чудиновский район), Бахаревский, Баязитовский, Карасевский, Мансуровский, Мартыновский, Мурзабаевский, Сафакулевский, Султановский (за исключением нас. п. Совкультура (Бредихиных), Федоровки и Хохлан, относимых в Еманжелинский район) и Сулюкинский сельсоветы, д. Аптыкаева (Мук) Аптыкаевского сельсовета, относимого в Щучанский район.
В 1930-е годы образованы: Бакаевский, Бороздинский, Калмык-Абдрашитовский, Наримановский, Покровский, Сокловский, Табайлинский и Учкулевский сельсоветы.
Постановлением ВЦИК от 17 января 1934 года образована Челябинская область, Ялано-Катайский район вошёл в её состав.
Постановлением ЦИК СССР от 27 сентября 1934 года и Указом Президиума Верховного Совета РСФСР от 13 декабря 1939 года образован Яланский поссовет при посёлке Яланского зерносовхоза.
Не прошло и пяти лет, как разногласия на эту тему разгорелись с новой силой. Становилось очевидным, что район велик и трудно управлять делами на огромной территории, особенно в новых условиях экономического развития.
Указом Президиума Верховного Совета РСФСР от 12 ноября 1940 года и 17 декабря 1940 года район упразднён, территория разделена между Альменевским и Сафакулевским районами Челябинской области.
- В состав Альменевского района вошли: Альменевский, Бороздинский, Бухаровский, Вишняковский, Иванковский, Искандаровский, Казенский, Кулсаринский, Наримановский, Табайлинский, Танрыкуловский, Тузовский, Учкулевский и Шариповский сельсоветы.
- В состав Сафакулевского района вошли: Абдульменевский, Аджитаровкий, Азналинский, Бакаевский, Бахаревский, Баязитовский, Калмык-Абдрашитовский, Карасевский, Мансуровский, Мартыновский, Мурзабаевский, Покровский, Сафакулевский, Сокловский, Султановский, Сулюкинский сельсоветы и Яланский поссовет.

## Экономика
В постановлении ЦК ВКП(б) «О темпе коллективизации и мерах помощи государства колхозному строительству» от 5 января 1930 года были установлены примерные сроки проведения коллективизации в различных районах страны с учётом особенностей их экономического развития и подготовленности крестьянских масс к переходу на путь колхозов. Уральская область относилась ко второй группе зерновых районов, где осуществление сплошной коллективизации в основном намечалось к весне 1932 года. Партийные, советские и колхозные руководящие органы наметили на 1930 год завышенные обязательства по коллективизации. Такое ускорение темпов коллективизации вызвало погоню за высоким её процентом. Во многих местах вместо агитационной работы стали применяться методы администрирования. Это вызвало недовольство и протест со стороны крестьян. В ряде мест эти волнения приобретали антиколхозный характер. Участились выходы недовольных крестьян из колхозов. В марте 1930 года вышло постановление «О борьбе с искривлениями партийной линии в колхозном движении», в котором осуждены перегибы и извращения. За месяц с 20 марта по 20 апреля 1930 года из колхозов вышло более половины вступивших в них хозяйств и процент коллективизации в Ялано-Катайском районе снизился до 41 процента против 73,2 процента в марте. В документах Челябокрколхозсоюза отмечается, что Ялано-Катайский район находился в числе отстающих по сбору семенного материала на посев 1930 года. Чтобы ликвидировать отставание, здесь начали арестовывать людей, среди арестованных около 70 % были колхозники.
По данным на август 1930 года в районе в 58 колхозах состояло 3417 хозяйств из 8437 или 40,5 %. На 20 апреля 1931 года колхозами охвачено 65,5 % хозяйств, обобществлено рабочего скота 4730 голов — 60,6 %.
1931, 1932 и 1933 годы были неурожайными.

## Руководители
- Секретарь Ялано-Катайского райкома ВКП(б), 1930 год — Авенир Авысалумович Ханукаев
- Ответственный (первый) секретарь Ялано-Катайского райкома РКП(б), сентябрь 1931 — декабрь 1932 — Карим Закирович Мустафин
- Секретарь Ялано-Катайского райкома ВКП(б), по 1935 год — Гафан Исламович Юлдашев (арестован 1 января 1936 года, приговорён к 5 годам лишения свободы, реабилитирован 16 ноября 1956 года)
- Секретарь Ялано-Катайского райкома ВКП(б), до 1937 года — Мухаммет Ахманьянович Ахметзянов
- Председатель Исполнительного комитета Ялано-Катайского районного Совета депутатов трудящихся — Андрей Николаевич Букрин

## Пресса
В районе выпускалась газета на татарском языке «Колхозчелар тауше».